# Hang
O hang (pronúncia em alemão: [haŋ]; forma plural: hanghang) é um instrumento musical da classe idiofônica criado por Felix Rohner e Sabina Schärer em Berna, Suíça, e baseado noutro instrumento, o tambor de aço de Trinidad e Tobago. O nome da empresa deles é PANArt Hangbau AG. O hang é às vezes referenciado como hang drum (ou seja, tambor hang), mas os inventores consideram esse um termo impróprio e desencorajam fortemente a sua utilização.
O instrumento é construído a partir de duas meias-conchas de chapas de aço nitretadas coladas juntas pelas bordas, deixando o interior oco e criando o formato de um disco voador.

## Exemplos de sons
|  |  |  |  |